# Point Whitmark
Point Whitmark (Anhörenⓘ) ist eine Jugend-Hörspielserie, die auf den Erzählungen von Bob Lexington basiert. Bei diesem handelt es sich um das Pseudonym eines deutschen Autors und die Hörspiele sind keine Adaptionen bereits vorhandener Geschichten. Produzent und Regisseur der Serie ist Volker Sassenberg, der zusammen mit Raimon Weber die ersten 15 Folgen geschrieben hat. Ab Folge 16 ist Andreas Gloge als Co-Autor für die Serie tätig. Zudem wurden von 2002 bis 2003 ausgewählte Folgen vom Xenos-Verlag als Buch veröffentlicht.
Nachdem im Jahr 2015 die Produktion und der Vertrieb zunächst eingestellt wurde, erschienen ab April 2019 zwei weitere Folgen.

## Story
Point Whitmark ist eine fiktive Kleinstadt an der Atlantikküste des US-Bundesstaats New Hampshire. Von dort betreiben die drei Jungen Tom Cole, Derek Ashby und Jay Lawrence ihren Radiosender, „der heißt wie die Stadt“. Gesendet wird aus einem alten Leuchtturm. Neben der Tätigkeit als Journalisten werden sie immer wieder in mysteriöse Abenteuer verwickelt, die größtenteils in und um Point Whitmark spielen. In späteren Folgen befinden sich die Protagonisten auch an anderen Orten.

## Figuren
- Jay Lawrence – Vollblutreporter, der den Radiosender Point Whitmark mit Leben füllt, an Höhenangst leidet und immer wieder abstruse Sprüche von sich gibt.
- Derek Ashby – Leidenschaftlicher Bassist der Punkband Blind Drunk. Egal, was passiert – er trennt sich nie von seiner Lederjacke.
- Tom Cole – Sohn eines Rangers mit großem technischem Verstand.
- Sheriff Baxter – Hüter von Recht und Ordnung, der auf die drei so manches Mal nicht besonders gut zu sprechen ist.
- Deputy Cassandra Harris – Mitarbeiterin von Sheriff Baxter, die den drei in brenzligen Situationen schon oft geholfen hat.
- Deputy Nelson – Ebenfalls Mitarbeiter von Sheriff Baxter, sammelt in seiner Freizeit Mundharmonikas und wird wegen seiner tölpelhaften Art auch gerne mal als linke Hand von Sheriff Baxter bezeichnet.
- Wayne Hancock alias Mr. Hawk – Ein Scharlatan und Kleinkrimineller, der immer wieder die Wege des Point-Whitmark-Teams kreuzt, sich aber jedes Mal geschickt aus der Affäre ziehen kann.
- Selma Metheny: Eine betrügerische Esoterik-Expertin.
- Vater Callahan – Katholischer Geistlicher in Point Whitmark, der schon die halbe Welt bereist hat und den Jungen immer mit Rat und Tat zur Seite steht.
- Direktor Reno – Direktor der High School in Point Whitmark
- Billy Boy – Das Grauen aus der Unterstufe ist immer wieder zur Stelle, um mit nervigen Fragen und Kommentaren seine Umwelt in den Wahnsinn zu treiben.
- Prof. Dr. Muriel van Hoogen – Einsiedlerischer Wissenschaftler, der an einem Perpetuum mobile arbeitet.
- Mrs. Bushland – Besitzerin des Leuchtturmes, von dem aus Jay, Derek und Tom ihr Radioprogramm senden.
- Sera Goodwinter – Freundin von Jay, Tom und besonders Derek.
- Kathy Goodwinter – Inhaberin des Restaurants Kathy’s und Mutter von Sera.
- Victoria Thornton – Dereks Angebetete. Ihre Mutter ist Musiklehrerin.

## Sprecher
| Rolle                       | Sprecher              | Folgen  |
| --------------------------- | --------------------- | ------- |
| Erzähler                    | Jürg Löw              | 1–42    |
| Jay Lawrence                | Sven Plate            | 1–42    |
| Tom Cole                    | Kim Hasper            | 1–42    |
| Derek Ashby                 | Gerrit Schmidt-Foß    | 1–42    |
| Direktor Reno               | Jürgen Uter †         | 1–4     |
| Sheriff Baxter              | Andreas Becker        | 1–25    |
| Vater Callahan              | Heinz Ostermann †     | 1–27    |
| Mrs. Bushland               | Ines Burkhard         | 1–7     |
| Deputy Cassandra Harris     | Tanja Kuntze          | 2–20    |
| Deputy Nelson               | Roger Trash †         | 2–20    |
| Sera Goodwinter             | Isabella Lewandowski  | 2–25    |
| Kathy Goodwinter            | Esther Münch          | 2–4, 25 |
| Wayne Hancock               | Leopold von Verschuer | 4–7     |
| Selma Metheny               | Ingeborg Wunderlich   | 4–19    |
| Billy „Billy Boy“ Barks     | Luis Fischer          | 5–42    |
| Prof. Dr. Muriel van Hoogen | Andreas Ksienzyk      | 7–21    |
| Victoria Thornton           | Sonja Spuhl           | 26–34   |
| Summer Dawn                 | Riecke Werner         | 38–41   |

Im Laufe der Zeit traten einige bekannte Hörspielsprecher in der Serie auf, darunter Henning Schlüter, Rolf Jülich, Franz-Josef Steffens, Konrad Halver, Hans Paetsch, Wolf Rahtjen, Reinhilt Schneider, Werner Cartano, Utz Richter, Lutz Mackensy, Jochen Schröder, Barbara Ratthey, Klaus Sonnenschein, Gerd Holtenau, Horst Lampe, Uschi Hugo, Karl Schulz, Engelbert von Nordhausen, Regina Lemnitz, Eberhard Prüter, Frank Schaff, Liane Rudolph, Thomas Petruo, Claus Dieter Clausnitzer und weitere. Viele der genannten traten in mehreren Folgen auf.

## Folgenindex

### Hörspiele
| - 1 Die Bucht der 22 Schreie (2001) - 2 Die rote Hand des Teufels (2001) - 3 Die Insel der letzten Rache (2001) - 4 Das Haus der vergifteten Bilder (2001) - 5 Tief in den nördlichen Minen (2001) - 6 Das kalte Phantom (2001) - 7 Das Grab aus Wüstensand (2001) - 8 Am Berg der Nebelspinne (2001) - 9 Das Buch des Grauenjägers (2001) - 10 Der Schattenadmiral (2001) - 11 Die Nacht der ewigen Fliegen (2004) - 12 Im Bann der Totenmelodie (2004) - 13 Die Würfel des Hexenmeisters (2004) - 14 Die Kammer des schweigenden Ritters (2005) - 15 Das Geheimnis des Scherbendiebes (2005) - 16 Die Zeit des Knochenfängers (2006) - 17 Der steinerne Fluch (2006) - 18 Im Sog der Sirenen (2007) - 19 Der Weg zur Dunkelmühle (2007) - 20 Der Bund des Zorns (2007) | - 21 Gefahr am schwarzen Wasser (2008) - 22 Die blutenden Schlüssel (2008) - 23 Der Duft der Finsternis (2008) - 24 Am Tag der großen Flut (2008) - 25 Die fiebrigen Tränen (2009) - 26 Die Diener der Pest (2009) - 27 Eiland der Gespenster (2009) - 28 Der Leere Raum (2010) - 29 Der Seelenkünder I (2010) - 30 Der Seelenkünder II (2010) - 31 Das Kabinett (2013) - 32 Hauptrolle: tot (2011) - 33 Das Schloss des Blutmalers (2011) - 34 Die einäugigen Puppen (2011) - 35 Verirrt im Spinnenwald (2012) - 36 Geschöpf der bösen Träume (2012) - 37 Das Moor der Vergangenen (2013) - 38 Der glühende Mönch (2013) - 39 Das Feld beim Krähenhaus (2014) - 40 Das Orakel des Unheils (2015) - 41 Rückkehr aus dem Totenland (2019) - 42 Der Ruf des Wellengängers (2019) | Sondereditionen: - Hörspielbox Vol. 1 (Folgen 1–3) (2008) - Hörspielbox Vol. 2 (Folgen 4–6) (2009) - Hörspielbox Vol. 3 (Folgen 7–9) (2013) - Hörspielbox Vol. 4 (Folgen 10–12) (2015) |
| Anmerkungen: 1. 2. 3. 4. 5. | | |

### Bücher
Zwischen 2002 und 2003 wurden ausgewählte Folgen als Romane in Buchform veröffentlicht. Publiziert wurden diese vom Xenos-Verlag.
- 1 Die Bucht der 22 Schreie, 2002, ISBN 3-8212-2571-8
- 2 Die rote Hand des Teufels, 2003, ISBN 3-8212-2610-2
- 3 Die Insel der letzten Rache, 2002, ISBN 3-8212-2573-4
- 4 Das Haus der vergifteten Bilder, 2002, ISBN 3-8212-2572-6
- 7 Das Grab aus Wüstensand, 2003, ISBN 3-8212-2611-0
- 9 Das Buch des Grauenjägers, 2002, ISBN 3-8212-2574-2

## Vertriebspartner
Point Whitmark hatte immer wieder Probleme mit seinen Vertriebspartnern. Nachdem die Serie zuerst bei edelKIDS im Rahmen der Umstrukturierung des Unternehmens gestrichen wurde, war die Serie auf der Suche nach einem neuen Vertriebspartner. Dieser wurde 2003 mit dem Label Kiddinx gefunden. Kiddinx produzierte sämtliche Folgen nach und vertrieb zusätzlich noch fünf neue Folgen der Serie, bis März 2006 die Trennung zwischen Kiddinx und Volker Sassenberg bekannt gegeben wurde. Am 27. Oktober 2006 erschien nach über einjähriger Pause das 16. Point Whitmark-Abenteuer Die Zeit des Knochenfängers bei Karussell. Am 27. April 2007 wechselte der Vertrieb mit der Veröffentlichung von Folge 18 zum Hörspiellabel Folgenreich, das wie der Vorgänger Karussell zur Universal Music Group gehört. Seit Juli 2011 erscheinen neue Folgen der Serie im Vertrieb von Sony Music und werden weiterhin von Sassenbergs Hörspiel-Label Decision Products produziert.  Folge 41 mit dem Titel Rückkehr aus dem Totenland erschien schließlich am 5. April 2019.

## Auszeichnungen
- Bestes Kinder- und/oder Jugendhörspiel 2006 (Ohrkanus e. V.) für Der steinerne Fluch